# 暗夜長影
《暗夜長影》（Long Shadows）是英國女作家艾琳·杭特的系列小說《貓戰士》的三部曲《三力量》中六集的第五集，中文版出版時間於2010年1月28日由晨星出版社出版。

## 資料來源
- 金石堂 （页面存档备份，存于）
- 博客來 （页面存档备份，存于）